# Cheat

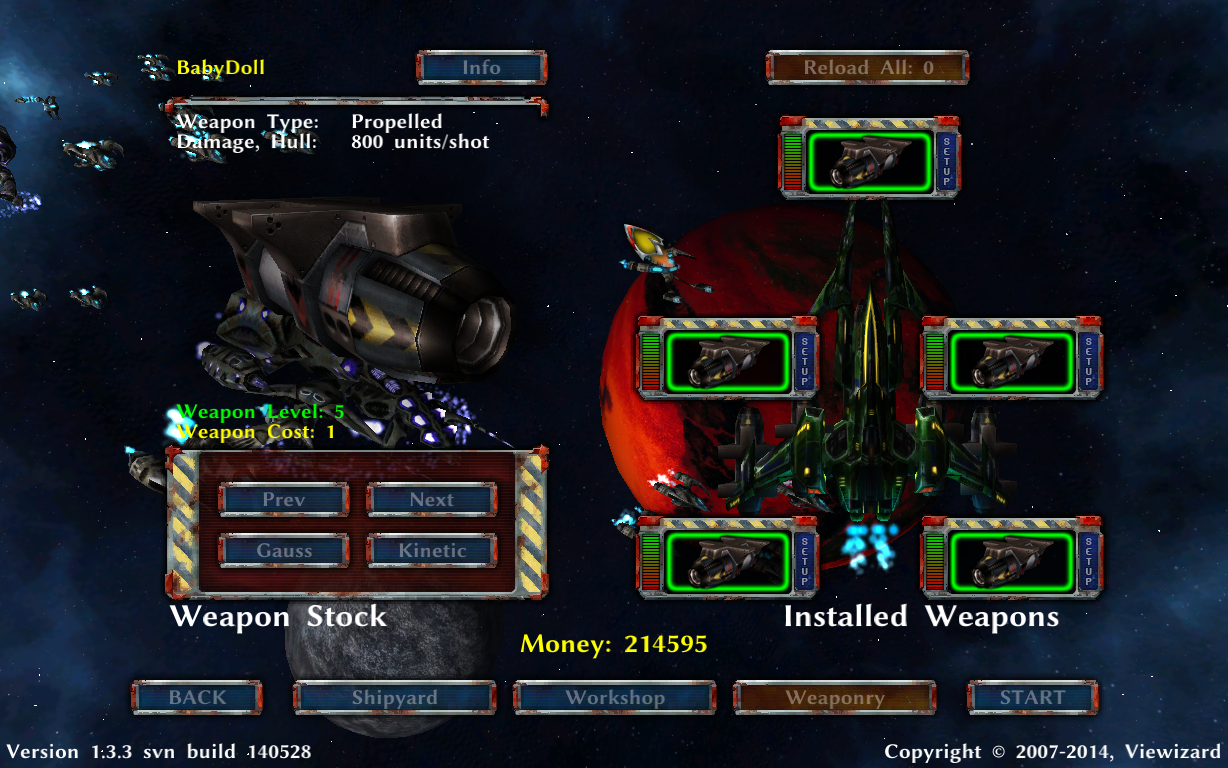
Zrzut ekranu z gry AstroMenace zawierający menu cheatów

Cheat – łamanie zasad gry komputerowej ustalonych przez jej autorów poprzez modyfikację elementów mechaniki gry. Celem używania cheatów jest zyskanie przewagi nad komputerem w rozgrywce, a także chęć jak najszybszego zdobycia nagrody. Stosowanie cheatów w grach wieloosobowych jest negatywnie traktowane przez społeczność i może skutkować banem.
Historia oszukiwania w grze sięga roku 1978, kiedy pojawiły się tzw. easter eggs – kryjące dodatkową zawartość elementy gry, do których należało przejść poprzez odkrycie jej ukrytych mechanizmów. Rolę wspomagaczy w zaliczaniu etapów gier pełnią również czasopisma (pierwszym pismem zawierającym sposoby przejścia gry było „Nintendo Power”). Od czasu wydania gry Contra istnieją również udostępnione przez twórców kody ułatwiające rozgrywkę poprzez zwiększenie liczby punktów życia, zapewnienie nieśmiertelności sterowanego awatara i tym podobne rzeczy. W takich grach jak Rayman (przynajmniej w wersji na konsolę PlayStation), twórcy jawnie udostępniali możliwość wpisania kodu (określanego tam jako hasło – ang. password).
Nielegalnymi środkami ułatwiania rozgrywki w grach są tzw. trainery – programy, które po aktywowaniu wprowadzają zmiany w mechanice gry analogiczne do kodów, na przykład stosowane w strzelaninach aplikacje Speedhack i Wallhack. W grach wieloosobowych istnieją z kolei programy zabezpieczające przed modyfikacją zasad gry, np. PunkBuster.